# Paulino de Brito
Paulino de Almeida Brito (Manaus, 9 de abril de 1858 — Belém, 17 de julho de 1919) foi um escritor (poeta, contista, cronista e romancista), jornalista e professor brasileiro.
Filho do capitão de engenharia Paulino de Almeida Brito e dona Ricarda de Almeida Brito. Estudou o primário no Colégio Santos Inocentes e depois estudou na escola normal pela qual se titulou. Em São Paulo cursou a faculdade de direito, indo concluir seu curso de ciências juridicas e sociais na Faculdade de Direito do Recife. Para conseguir concluir o curso, Paulino ministrou aulas particulares, encontrando nessa atividade uma de suas vocações.
Formado, não se adaptou à advocacia, preferindo dedicar-se às letras, e de tipógrafo evoluiu na vida jornalística até ascender a redator-chefe do principal jornal de Belém.
Como jornalista, nas páginas da Folha do Norte, corajosamente manifestou-se em prol da abolição da escravatura negra no Brasil.
Casou-se duas vezes, a primeira com Dona Hermínia de Amorim Brito, e com a qual teve três filhos, e a segunda com Dona Maria Dias Brito, com quem teve apenas um filho.
Paulino de Brito foi homenageado em São Paulo, nomeando-se com seu nome uma rua da zona norte da cidade, no bairro do Jardim Brasil na cidade de São Paulo, um bairro com mais de 100 anos, de classe média baixa, conhecido por ter muita violência e tráfico de drogas. Sua melhor rua é justamente a Paulino de Brito, onde há um pouco de paz, e na entrada um comércio que a destaca no bairro, tornando-a um ponto de referência.

## Obras
Ficção
- O Homem das serenatas (romance em folhetim publicado no Diário de Belém
- Contos (Belém, 1892)
- Novos contos
- Histórias e aventuras (contos, 1902)
- Noites em claro
- Dolores (romance)
- Brasileirismos
- Cantos Amazônicos

Livros didáticos
- Gramática Primária da Língua Portuguesa
- Gramática Complementar